# Дарьё, Марсель
Марсель Дарьё (фр. Marcel Darrieux; 18 октября 1891, Бордо — 2 сентября 1989, Сен-Жан-де-Люз) — французский скрипач.

## Биография
Окончил консерваторию в Бордо (1906), затем Парижскую консерваторию (1912), ученик Анри Бертелье и Люсьена Капе.
С 1921 г. в оркестре Опера Комик. Одновременно в начале 1920-х гг. концертмейстер парижского оркестра под руководством Сергея Кусевицкого. Наиболее известен как первый исполнитель Первого скрипичного концерта Сергея Прокофьева (18 октября 1923 года): после того, как несколько известных скрипачей-виртуозов (в частности, Бронислав Губерман) отказались играть это сочинение, дирижёр и композитор доверили партию солиста первой скрипке оркестра. Как писал в письме Прокофьев, «исполнитель, который до тех пор был в абсолютной безвестности, а сыграв мой концерт у Кусевицкого, получил приглашения исполнить его в Париже ещё 3 раза в течение сезона, не считая приглашений в провинцию».
Во второй половине 1920-х гг. Дарьё сотрудничал с дирижёром Вальтером Страрамом, с 1926 г. был концертмейстером его оркестра. 11 июня 1925 г. Дарьё и Страрам исполнили мировую премьеру Концерта для скрипки и духовых Курта Вайля, 24 февраля 1927 г. — Поэмы для скрипки с оркестром Димитриоса Левидиса. В 1930-е гг. Дарьё был концертмейстером Оркестра Колонна, в 1937 году входил в жюри Международного конкурса скрипачей имени Эжена Изаи.
Как ансамблист выступал, в частности, с флейтистом Марселем Моизом и скрипачом Пьером Паскье, в этом составе записал Серенаду для скрипки, флейты и альта Op. 25 Людвига ван Бетховена (с Паскье на альте) и участвовал в записи Концерта для клавесина и камерного ансамбля Мануэля де Фальи (с автором в партии солиста). С фортепианным аккомпанементом записал также в 1920-е гг. отдельные пьесы Роберта Шумана, Исаака Альбениса, Габриэля Пьерне, Энрико Тозелли и др.
Кавалер Ордена Почётного легиона и бельгийского Ордена Леопольда I (то и другое 1937).